# Huayna Cápac
Huayna Capac var den elfte inkan i Inkariket (1493–1527), och den sjätte i Hanan Cusco-dynastin. Han efterträdde Túpac Yupanqui.

## Biografi
Huayna Capac utvidgade Inkariket (Tahuantinsuyu) avsevärt söderut, till dagens Chile och Argentina. Under många år kämpade han och hans arméer för att till riket ansluta landområden som låg norr om hans rike, från det som nu är Ecuador (och ett litet område av Colombia) till den längst norrut belägna provinsen Chinchaysuyo. Huvudstaden i imperiet låg långt i söder i Cusco, och Huayna Capac hoppades på att bygga upp ett starkt fäste i norr i staden Quito.
Huayna Capac var den siste stora inkan. Under en kort tidsrymd av cirka 70–80 år hade Inkaväldet expanderat och betvingat närliggande stamfolk till lydnad. Straffen var hårda för dem som vågade göra uppror mot inkan. Huayna Capac visade sig vara skicklig i att manövrera denna situation, flera gånger fick han ställa sig i spetsen för sina trupper för att slå ned upproren, vilka var återkommande. Stora strider ägde rum i Collasuyo-området, både i Anderna och längs kusten och i Chachapoyas. Norra gränsen fastställdes till sist till floden Ancasmayo (den blå floden). Längs flodstranden sattes pålar upp för att visa att här gick gränsen för Inkans rike, pålarna var beklädda med bladguld.
Här i norr nåddes Huayna Capac av nyheter om att skäggiga vita män hade börjat tränga in i hans område. Omkring år 1525, när Huayna Capac var i dagens Colombia, blev han och hans trupper sjuka, och tusentals män dog i vad som kan ha varit smittkoppor. Både Huayna Capac och kort därefter även arvingen Ninan Cuyochi dog. Huáscar var redan i gång med förberedelser för att avsätta sin bror Ninan när han fick höra om dennes död. Huascar tog snabbt makten i Cusco och fängslade sin halvbror Atahualpa. Men Atahualpa lyckades undkomma med hjälp av en liten flicka och började söka stöd från Huayna Capacs bästa generaler, som råkade befinna sig nära Quito, den stora stad som låg närmast.
Atahualpa vann det efterföljande inbördeskriget, men det var vid den här tiden som de spanska conquistadorerna började anlända till Sydamerika. Conquistadorerna använde list för att ta till fånga Atahualpa på hans väg tillbaka till Cusco, och upprepade ett tidigare händelseförlopp i Mesoamerika. En rad felsteg av Atahualpas generaler efter hans tillfångatagande ledde till ett snabbt sönderfall av inkaväldet.

## Familj
Huayna Cápac var son till Túpac Yupanqui och Mama Ocllo Coya, gift med sina systrar Coya Cusirimay och Rahua Ocllo och far till Ninan Cuyochi, Huáscar, Atahualpa, Tupac Huallpa, Manco Inca Yupanqui och Pawllu Inca.

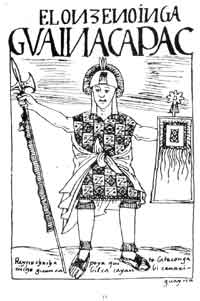
Huayna Capac